# Абдыразаков, Кадыркул
Кадыркул Абдыразаков (1923, Гульча, Туркестанская АССР — 2013) — советский хозяйственный, государственный и политический деятель.

## Биография
Родился в 1923 году в Кызыл-Кыргызстан (ныне — районный центр в Ошской области). Член ВКП(б).
Участник Великой Отечественной войны; был призван в РККА в 1942 году Ленинским райвоенкоматом Джалал-Абадской области, служил в 18-м гвардейском стрелковом полку 9-й гвардейской стрелковой дивизии. Был тяжело ранен в Сталинградской битве.
С 1943 года работал бухгалтером колхоза «Кызыл-Кыргызстан» (Ленинский район), в 1944—1945 — помощником прокурора того же района. С 1948 года — на партийной работе в Ленинском районе: заведовал военным отделом райкома, был заместителем по политчасти директора Уч-Терекской МТС, в 1948—1952 — Сакалдинской МТС. В 1952—1953 годы заведовал отделом партийных, профсоюзных и комсомольских организаций, в 1953—1954 был вторым секретарём Ленинского райкома КП Киргизской ССР. В 1954—1957 годы — первый секретарь Джангы-Джольского райкома КП Киргизской ССР.
С 1961 года, по окончании Ташкентской высшей партийной школы, — первый секретарь Карасуйского райкома КП Киргизской ССР, затем — парторг ЦК КП Киргизской ССР по Ошскому территориальному производственному колхозно-совхозному управлению, секретарь парткома Карасуйского производственного колхозно-совхозного управления. В 1964—1966 годы — повторно первый секретарь Карасуйского райкома КП Киргизской ССР.
С 1966 года работал первым заместителем председателя Ошского облисполкома, затем — председателем Ошского областного Совета профессиональных союзов. В 1983 году вышел на пенсию.
Избирался депутатом Верховного Совета Киргизской ССР нескольких созывов, депутатом (от Киргизской ССР) Совета Национальностей Верховного Совета СССР 8-го созыва (1970—1974).
Умер в 1998 году.

## Награды
- орден Отечественной войны 1-й степени (23.12.1985)[1]

## Комментарии
1. ↑  По другим данным — родился в Ленинском районе, ныне — Ноокенский район Джалал-Абадской области[2].